# Adra
Adra é um município da Espanha na província de Almería, comunidade autónoma da Andaluzia, de área 90,05 km² com população de 24.373 habitantes (2009) e densidade populacional de 270,66 hab/km².
Possui praia e porto pesqueiro. Tem indústrias conserveiras. As principais produções agrícolas são a cana-de-açúcar e a beterraba.

## Demografia
| Variação demográfica do município entre 1996 e 2007 | Variação demográfica do município entre 1996 e 2007 | Variação demográfica do município entre 1996 e 2007 | Variação demográfica do município entre 1996 e 2007 |
| --------------------------------------------------- | --------------------------------------------------- | --------------------------------------------------- | --------------------------------------------------- |
| 1996                                                | 2001                                                | 2004                                                | 2007                                                |
| 20 898                                              | 21 810                                              | 22 257                                              | 23 742                                              |